# Steven Paulle
Steven Paulle (Cannes, 10 febbraio 1986) è un ex calciatore francese, di ruolo difensore.

## Carriera
Nella stagione 2011-2012 ha giocato 22 partite in Ligue 1 con il Digione.